# 隆岩寺 (古河市)
隆岩寺（りゅうがんじ）は、茨城県古河市中央町（田町）にある浄土宗の寺院。正式には、山号を大蓮山、院号を潮雲院、寺号を隆岩寺という。

## 歴史
安土桃山時代の文禄4年（1595年）、古河城主・小笠原秀政が正室の父・松平信康を弔うために開基した。開山は岌道上人による。松平信康は徳川家康の長男だったが、武田勝頼との内通を疑われ、織田信長の命により自害・非業の死を遂げていた。明和4年（1767年）、火災にあい、のちに再建されている。 

## 境内
鐘楼、呑龍堂がある。また福寿稲荷神社が隣接している。
呑龍堂は大正14年（1925年）、群馬県太田市・大光院の呑龍様を勧請したものである。隆岩寺21世・伊藤霊誠上人が大光院を開山した呑龍上人を厚く崇敬したことによる。子育呑龍とも呼ばれ、子供の無事成長を祈願した。
隣接する福寿稲荷神社は、明治8年（1875年）ごろまで隆岩寺の守護神であった。豊宇気毘売命を祭神とし、天正年間（1573年〜1579年）創建と伝わる。小笠原秀政に厚く信仰され、その祈願所となった。

## 伝承
隆岩寺には、山がら塚と呼ばれる異形の墓がある。昔、山がらをめぐって争いになった若い武士が斬り合いを始めた。殿様の命令もなく勝手な振る舞いをしたので、「生涯大いに切りあえ」と言われ、墓地に深い穴が掘られて、二人とも刀を持ったまま生き埋めにされてしまった。それからは月の良い丑三つ時に、この塚から刀で切り合う音がすると言い伝わる。また、『古河志』には、地元の伝承として、古河城主が本多忠良の頃（正徳2年（1712年）〜宝暦元年（1751年））、ある藩士が山がら捕りのことでけんかになり、数人を殺して、自らも自害して果てたため、この人々を合葬したと記されている。

## 文化財
- 小笠原貞慶の供養塔： 小笠原貞慶は古河城主・小笠原秀政の父。文禄4年（1595年）に古河で亡くなったが、その墓の所在はしばらく不明になっていた。しかし寛政5年（1793年）、町内の石町北裏四つ谷・正麟寺山という所の土中から、墓石が発見されたため、隆岩寺の住職と小倉藩主となっていた小笠原氏の子孫により移され、石龕の中に納められたものである。古河市指定文化財（史跡）。[8][3]
- 刺繍釈迦涅槃大曼荼羅： 絹地に下絵を置いて、金襴の刺繍を施したもの。下絵は狩野法眼常信の作と伝わる。正徳4年（1714年）に作られた。一帳　縦460cm　横292cm。古河市指定文化財（工芸品）。[9]

## 交通
- 鉄道
  - JR宇都宮線（東北本線）古河駅西口から徒歩10分（約0.9km）、市内観光用無料レンタル自転車「コガッツ」利用可[10]
  - 東武日光線新古河駅東口から徒歩22分（約1.8km）